# Thamnea depressa
Thamnea depressa är en tvåhjärtbladig växtart som beskrevs av Oliver. Thamnea depressa ingår i släktet Thamnea och familjen Bruniaceae. Inga underarter finns listade.